# Metropolia Portlandu
Metropolia Portlandu – metropolia Kościoła rzymskokatolickiego obejmująca stany Idaho, Montana i Oregon w Stanach Zjednoczonych.
Katedrą metropolitarną jest katedra Niepokalanego Poczęcia NMP w Portlandzie.

## Podział administracyjny
Metropolia jest częścią regionu XII (AK, ID, MT, OR, WA)
- Archidiecezja Portlandu
- Diecezja Baker
- Diecezja Boise City
- Diecezja Great Falls-Billings
- Diecezja Heleny

## Metropolici
- François Norbert Blanchet (1846-1880) – do 26 września 1928 metropolia miała siedzibę w Oregon City
- Charles John Seghers (1880-1884)
- William Hickley Gross (1885-1898)
- Alexander Christie (1899-1925)
- Edward Daniel Howard (1926-1966)
- Robert Joseph Dwyer (1966–1974)
- Cornelius Power (1974–1986)
- William Levada (1986–1995)
- Francis George, OMI (1996–1997)
- John Vlazny (1997–2013)
- Alexander Sample (od 2013)